# آغ‌بلاغ (هشترود)
آغ‌بلاغ یکی از روستاهای استان آذربایجان شرقی است که در دهستان کوهسار بخش مرکزی شهرستان هشترود واقع شده‌است.